# Departamento del Interior de los Estados Unidos
El Departamento del Interior de los Estados Unidos (en inglés: United States Department of the Interior; acrónimo: DOI) es un departamento del Gabinete de los Estados Unidos que gestiona y conserva la mayoría de tierras de propiedad federal, y administra programas relacionados con los pueblos indígenas de los Estados Unidos y sus territorios insulares.
El Departamento del Interior no debe confundirse con el concepto de Ministerio del Interior tal como se utiliza en otros países. El Ministerio del Interior en otros países corresponde al departamento de Justicia y al departamento de Seguridad Nacional en el gabinete de los Estados Unidos.

## Gobierno

Durante casi dos años, el Departamento del Interior utilizó este sello, el cual fue retirado rápidamente debido a la mala percepción por parte de la opinión pública.

Un departamento interno fue considerado por primera vez en el Primer Congreso de los Estados Unidos en 1789, pero esos deberes fueron colocados en los  Departamento de Estado. La idea de un departamento interno continuó por medio siglo y fue apoyado por los Presidentes desde James Madison a James Polk. La guerra de Intervención estadounidense en México de 1846-48 dio a la nueva propuesta el impulso que necesitaba mientras las responsabilidades del gobierno federal crecían. Robert J. Walker, secretario del Tesoro de Estados Unidos, se convirtió en un gran vocal de la creación del nuevo departamento.
En 1848, Walker afirmó en su informe anual que varias oficinas federales se colocaron en los departamentos con los que había poco que hacer. Señaló que la Oficina General de Tierras tenía poco que ver con el  Departamento del Tesoro. Destacó también la  oficina de Asuntos Indígenas en el  Departamento de Guerra y la  Oficina de Patentes en el Departamento de Estado. Sostuvo que todos debían ser reunidos en un nuevo Departamento de Interior
Un proyecto de ley autorizó su creación pasando por la Cámara de Representantes de los Estados Unidos el 15 de febrero de 1849, y pasó poco más de 2 semanas en el Senado. Se estableció el 3 de marzo de 1849, la víspera de la ignaguración del Presidente Zachary Taylor, cuando el Senado votó 31 a 25 para crear el Departamento. Su aprobación se retrasó por los  Demócratas que se mostraron reacios a crear más patrocinio para la entrada de la administración  Whig.
Muchas de las preocupaciones internas del Departamento originalmente se fueron trasladando progresivamente a otros departamentos. Otros organismos se convirtieron en departamentos separados, tales como la Mesa de Agricultura, que más tarde se convirtió en el  Departamento de Agricultura. Sin embargo, la tierra y la ordenación de los recursos naturales, asuntos indígenas americanos, conservación de la vida silvestre, y los asuntos territoriales siguen siendo responsabilidad del Departamento de Interior.
A mediados del 2004, el Departamento gestionó 507 millones de acres (2 050 000 km²) de la superficie de la tierra, o alrededor de una quinta parte de la tierra en los Estados Unidos. Gestionó 476 presas y 348 embalses a través de la Oficina de Reclamos, 388 parque nacionales, monumentos, sitios de costa, a través del Servicio de Parques Nacionales, y 544 refugios de vida silvestre.

## Nativoamericanos
En el Departamento de Interior, el Buró de asuntos nativoamericanos maneja ciertas relaciones federales con Nativoamericanos, mientras que otras son manejadas por la Oficina del Fideicomisario Especial. El actual subsecretario de Asuntos Indígenas es George Skibine.  El Departamento ha sido objeto de controversias de contabilidad en los Fideicomisos Indios creados para realizar un seguimiento de los ingresos y pago de los fondos que se generan por la confianza y la restricción de tierras de los indígenas americanos. Actualmente hay varios casos que buscan cuentas de esos fondos de parte de los Departamentos de Interior y Hacienda.

## Controversia
El Secretario del Interior James G. Watt - enfrentó críticas en relación con su supuesta hostilidad a su medio ambiente y apoyar el desarrollo y el uso de tierras federales por la selvicultura, la ganadería, y otros intereses comerciales, y para la prohibición a los Beach Boys de tocar en un juego de 1983 durante el  Día de la Independencia en el concierto en el National Mall por las preocupaciones de atraer a "un elemento indeseable" - renunció abruptamente el 21 de septiembre de 1983. En el discurso que dijo acerca de su personal: "Tengo un negro, una mujer, dos Judíos y un lisiado. Y tenemos talento." Pocas semanas después de hacer esta declaración, Watt presentó su carta de dimisión.
Julie A. MacDonald, Subsecretario Adjunto en el Departamento de Interior designado por el presidente George W. Bush en 2002, renunció a su cargo el 1 de mayo de 2007, después de que en una revisión interna se encontró que había violado las normas federales del gobierno por dar documentos a los grupos de presión para la industria.  El 20 de julio de 2007, la conducta inapropiada de MacDonald condujo a H. Dale Hall, director de la EE. UU. Fish and Wildlife Service, a un examen de ocho especies en peligro, así como a las respectivas decisiones en las que el exsubsecretario participó. Hall ha llamado a las decisiones de MacDonald "una mancha" en la integridad científica del servicio de pesca y vida silvestre así como para el Departamento del Interior." El 17 de septiembre de 2008, el servicio de pesca y vida salvaje propuso, más del triple del hábitat para la rana piernas rojas de California, citando la manipulación política por Julie MacDonald.
El 10 de septiembre de 2008, el inspector general, Earl E. Devaney, fue encontrado culpable por una docena de actuales y antiguos empleados del Servicio de Gestión de Minerales. En una nota, Devaney escribió "Una cultura de ética fracaso" invade el organismo. Según el informe, ocho funcionarios aceptaron regalos de empresas de energía cuyo valor superaba los límites establecidos por las normas de ética - incluyendo juegos de golf, esquí, paintball y excursiones, comidas, bebidas, y boletos para un concierto de Toby Keith, boletos para un juego de los Houston Texans, y para un juego de los Colorado Rockies. La investigación también llegó a la conclusión de que varios de los funcionarios "consumían frecuente alcohol durante sus funciones, habían usado cocaína y marihuana, y tuvieron relaciones sexuales con representantes de las empresas de petróleo y gas." Según el New York Times, "Los informes describen una organización disfuncional que se ha plagado de conflictos de interés, el comportamiento poco profesional y una libertad absoluta para todos en gran parte de la  administración Bush."
El actual Secretario del Interior Dirk Kempthorne, ha sido criticado por no colocar plantas o animales en la lista federal de especies en peligro de extinción desde su confirmación el 26 de mayo de 2006 hasta el mes de septiembre de 2007. A partir de esa fecha, Kempthorne celebró el registro para la protección de un menor número de especies, y de la tenencia de la tierra, mejorando el que cualquier Secretario del Interior en la historia de los Estados Unidos tuviese, el cual era un récord en manos de James G. Watt mantenido durante más de 20 años.

## Unidades operativas
- Servicio de Parques Nacionales

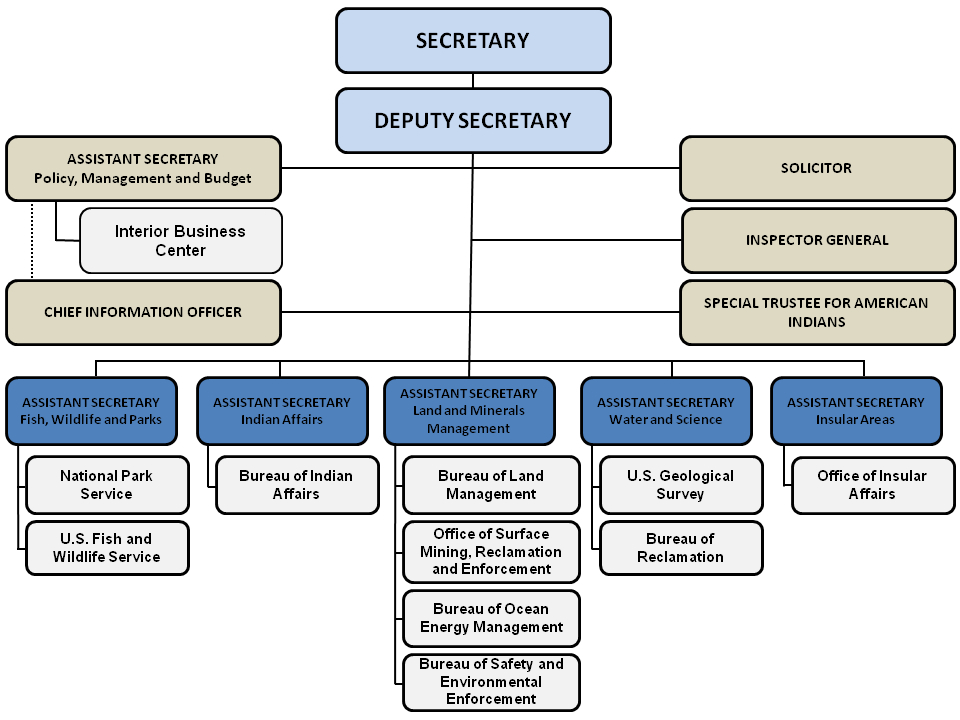
La línea de jerarquía del Departamento del Interior.

- Servicio de Pesca y Vida Silvestre de los Estados Unidos
- Buró de Asuntos de los Nativoamericanos
- Buró de la gestión de las tierras
- Servicio de Gestión de Minerales
- Oficina de minería en la superficie
- Servicio Geológico de Estados Unidos
- Buró de Reclamaciones
- Oficina de Asuntos Insulares
- Juntas Ejecutivas Federales